# Franko Škugor
Franko Škugor (nacido el 20 de septiembre de 1987 en Šibenik, Croacia) es un tenista profesional croata.

## Carrera
Comenzó a jugar tenis a los seis años de edad, y utiliza un revés a dos manos. Su apodo es "Franky". Su padre Joso, es entrenador de tenis. Estuvo entrenando en Halle durante dos años, pero ahora lo hace en Zagreb. Su superficie favorita es el polvo de ladrillo. Su tiro favorito es la derecha y su torneo es Roland Garros, Torneo de Umag y el Torneo de Bastad. Su entrenador personal es Marino Bask (desde 2009).
Principalmente participa en el ámbito del circuito de la ATP Challenger Series. Su ranking más alto en la carrera ha sido el puesto 147, alcanzado el 11 de abril de 2011. El 22 de abril de 2019 logró su ranking más alto en dobles alcanzando el puesto Nº 17.
Ha ganado hasta el momento 6 torneos de la categoría ATP Challenger Series, uno de ellos en individuales y los cinco restantes en la modalidad de dobles. Así como también varios títulos futures en individuales y en dobles.

### 2013
Este año ganó tres títulos en el circuito ATP Challenger Series. En enero ganó el Challenger de Bucaramanga disputado en tierra batida. Junto al brasilero Marcelo Demoliner derrotaron en la final a Sergio Galdós y Marco Trungelliti por 7-68, 6-2. En junio el Challenger de Arad, esta vez su compañero fue el croata Antonio Veić. Finalmente en agosto, en tierras italianas consiguió el Challenger de Cordenons junto a su compatriota Marin Draganja derrotando en la final a Norbert Gomboš y Roman Jebavý por 6-4, 6-4.

### 2014
Además de ganar nuevamente el título rumano del Challenger de Arad junto a Antonio Veić, también ganó en Alemania el Challenger de Marburgo junto al checo Jaroslav Pospíšil derrotando en la final a los argentinos Diego Schwartzman y Horacio Zeballos por 6-4, 6-4. En el mes de julio alcanzó su primera final en el circuito ATP World Tour en el Torneo de Umag disputado en su país sobre tierra batida. Su pareja fue el serbio Dusan Lajović y cayeron derrotados ante los checos František Čermák y Lukáš Rosol por 3-6, 1-6.

## Títulos ATP (6; 0+6)

### Dobles (6)
| Leyenda                         |
| Grand Slam (0)                  |
| ATP Wourld Tour Finals (0)      |
| ATP Masters 1000 World Tour (1) |
| ATP World Tour 500 series (1)   |
| ATP World Tour 250 series (4)   |

| N.º | Fecha                    | Torneo           | Superficie    | Pareja          | Oponentes en la final              | Resultado              |
| --- | ------------------------ | ---------------- | ------------- | --------------- | ---------------------------------- | ---------------------- |
| 1.  | 29 de abril de 2018      | Budapest         | Tierra batida | Dominic Inglot  | Matwé Middelkoop Andrés Molteni    | 6-7(8), 6-1, [10-8]    |
| 2.  | 16 de junio de 2018      | 's-Hertogenbosch | Hierba        | Dominic Inglot  | Raven Klaasen Michael Venus        | 7-6(3), 7-5            |
| 3.  | 28 de octubre de 2018    | Basilea          | Dura (i)      | Dominic Inglot  | Alexander Zverev Mischa Zverev     | 6-2, 7-5               |
| 4.  | 13 de abril de 2019      | Marrakech        | Tierra batida | Jürgen Melzer   | Matwé Middelkoop Frederik Nielsen  | 6-4, 7-6(6)            |
| 5.  | 21 de abril de 2019      | Montecarlo       | Tierra batida | Nikola Mektić   | Robin Haase Wesley Koolhof         | 6-7(3), 7-6(3), [11-9] |
| 6.  | 13 de septiembre de 2020 | Kitzbühel        | Tierra batida | Austin Krajicek | Marcel Granollers Horacio Zeballos | 7-6(5), 7-5            |

#### Finalista (3)
| N.º | Fecha                | Torneo | Superficie    | Pareja            | Oponentes en la final                | Resultado        |
| --- | -------------------- | ------ | ------------- | ----------------- | ------------------------------------ | ---------------- |
| 1.  | 27 de julio de 2014  | Umag   | Tierra batida | Dušan Lajović     | František Čermák Lukáš Rosol         | 3-6, 1-6         |
| 2.  | 30 de julio de 2017  | Gstaad | Tierra batida | Jonathan Eysseric | Oliver Marach Philipp Oswald         | 2-6, 6-4, [8-10] |
| 3.  | 6 de octubre de 2019 | Tokio  | Dura          | Nikola Mektić     | Nicolas Mahut Édouard Roger-Vasselin | 6-7(7), 4-6      |

## Títulos Challenger; 13 (1 + 12)
| Leyenda               | Individuales | Dobles |
| --------------------- | ------------ | ------ |
| ATP Challenger Series | 1            | 12     |

### Individuales
| N.º | Fecha      | Torneo              | Superficie | Rival en la final | Resultado     |
| --- | ---------- | ------------------- | ---------- | ----------------- | ------------- |
| 1.  | 08.08.2010 | Challenger de Pekín | Dura       | Laurent Recouderc | 4–6, 6–4, 6–3 |

### Dobles
| N.º | Fecha      | Torneo                         | Superficie    | Pareja                | Rivales en la final                   | Resultado           |
| --- | ---------- | ------------------------------ | ------------- | --------------------- | ------------------------------------- | ------------------- |
| 1.  | 27.01.2013 | Challenger de Bucaramanga      | tierra batida | Marcelo Demoliner     | Sergio Galdós Marco Trungelliti       | 7-68, 6-2           |
| 2.  | 10.06.2013 | Challenger de Arad (1)         | Tierra batida | Antonio Veić          | Facundo Bagnis Julio César Campozano  | 7-65,4-6, 11-9      |
| 3.  | 17.08.2013 | Challenger de Cordenons        | Tierra batida | Marin Draganja        | Norbert Gomboš Roman Jebavý           | 6-4, 6-4            |
| 4.  | 07.06.2014 | Challenger de Arad (2)         | Tierra batida | Antonio Veić          | Radu Albot Artem Sitak                | 6-4, 7-63           |
| 5.  | 28.06.2014 | Challenger de Marburgo         | Tierra batida | Jaroslav Pospíšil     | Diego Schwartzman Horacio Zeballos    | 6-4, 6-4            |
| 6.  | 14.08.2016 | Challenger de Gatineau         | Dura          | Tristan Lamasine      | Jarryd Chaplin John-Patrick Smith     | 6-3, 6-1            |
| 7.  | 01.10.2016 | Challenger de Orléans          | Dura          | Nikola Mektić         | Ariel Behar Andrei Vasilevski         | 6-2, 7-5            |
| 8.  | 09.04.2017 | Challenger de Sophia Antípolis | Dura          | Tristan Lamasine      | Uladzimir Ignatik Jozef Kovalík       | 6-2, 6-2            |
| 9.  | 23.04.2017 | Challenger de Taipéi           | Carpet        | Marco Chiudinelli     | Sanchai Ratiwatana Sonchat Ratiwatana | 4-6, 6-2, [10-5]    |
| 10. | 23.05.2017 | Challenger de Ostrava          | Tierra batida | Jeevan Nedunchezhiyan | Rameez Junaid Lukáš Rosol             | 6-3, 6-2            |
| 11. | 25.02.2023 | Challenger de Rovereto         | Dura (i)      | Victor Vlad Cornea    | Vladyslav Manafov Oleg Prihodko       | 6-7(3), 6-2, [10-4] |
| 12. | 22.04.2023 | Challenger de Oeiras           | Tierra batida | Victor Vlad Cornea    | Marcelo Demoliner Andrea Vavassori    | 7-6(2), 7-6(4)      |